# Przypustnica
Przypustnica (przysuwnica) – krokiewka klinowa o mniejszym spadku, umieszczona w dolnej części krokwi dachowej przy okapie. Zmienia kąt spadku połaci dachowej i oddala okap od ściany. Stosowana była zwłaszcza w więźbach krokwiowych, współcześnie jest rzadko spotykana. Architektonicznie nadaje łagodniejszą formę linii dachu w dolnej jego części i powoduje, że dach nie dominuje tak silnie nad resztą budynku jak w postaci prostych połaci dachowych.